# Еварісто Баскеніс
Еварісто Баскеніс (італ. Evaristo Baschenis; 7 грудня, 1617, Бергамо — 16 березня, 1677, Бергамо) — італійський художник доби бароко, автор відомих натюрмортів з музичними інструментами.

## Біографія
Відноситься до найменш відомих італійських майстрів. Лише ретельне дослідження архівів та увага до художніх процесів на півночі Італії надали можливість трохи прояснити ситуацію. Еварісто Баскеніс походить з художньої родини, діяльність якої задокументована ще у 15 столітті. В роки появи на світ та життя Еварісто родина була заможною, що надало можливість хлопцю отримати художню та музичну освіту. Еварісто Баскеніс — відомий музика доби. Заможність родини дозволила художнику робити подорожі. Є дані про його перебування у Венеції.

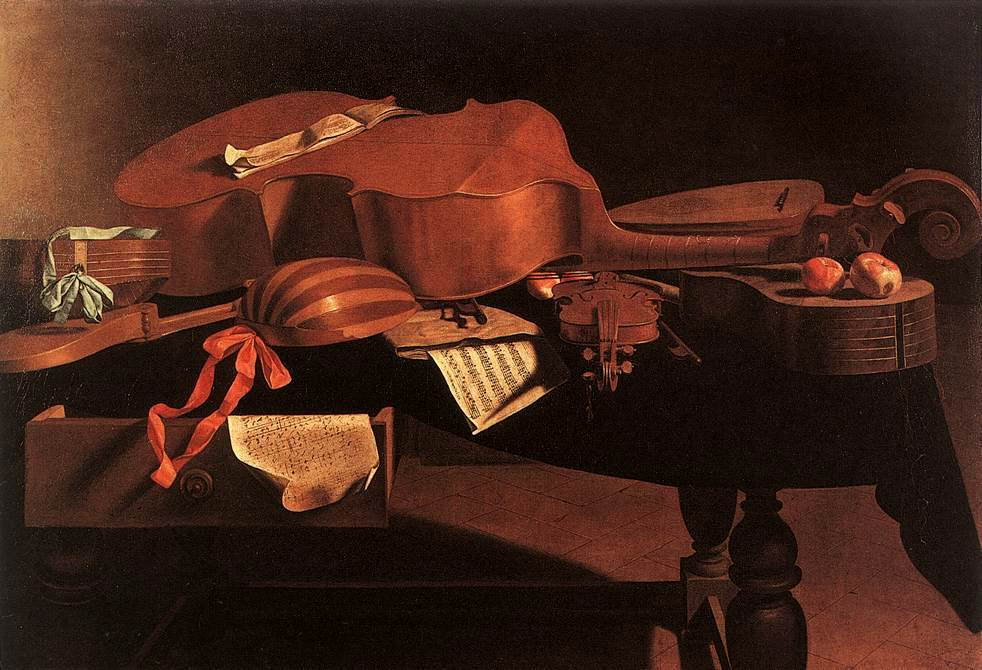
Худ. Е. Баскеніс. «Музичні інструменти», Королівські музеї витончених мистецтв (Брюссель), Бельгія

Як художник, працював переважно в жанрі натюрморт. Але це специфічні натюрморти — з музичними інструментами і без зображень людських постатей. В добу бароко зображення музичних інструментів часто сприймалося як алегорія марноти марнот, як алегорія скороминущості молодості та людського життя, скороминущості насолод. Натюрморти Еварісто Баскеніса, навпаки, найменше сприймаються як алегорії скоромищості молодості та людського життя.
За підрахунками, майстер створив близько 600 натюрмортів подібної тематики. Відомо про дружні стосунки майстра з художником на ім'я Жак Куртуа, з яким той довго листувався.
Серед учнів Еварісто Баскеніса — художник Бартоломео Беттера (Бергамо, 1639 — можливо, Мілан ? 1688), що сам малював натюрморти з музичними інструментами та наслідував магазин Еварісто Баскеніса після його смерті.

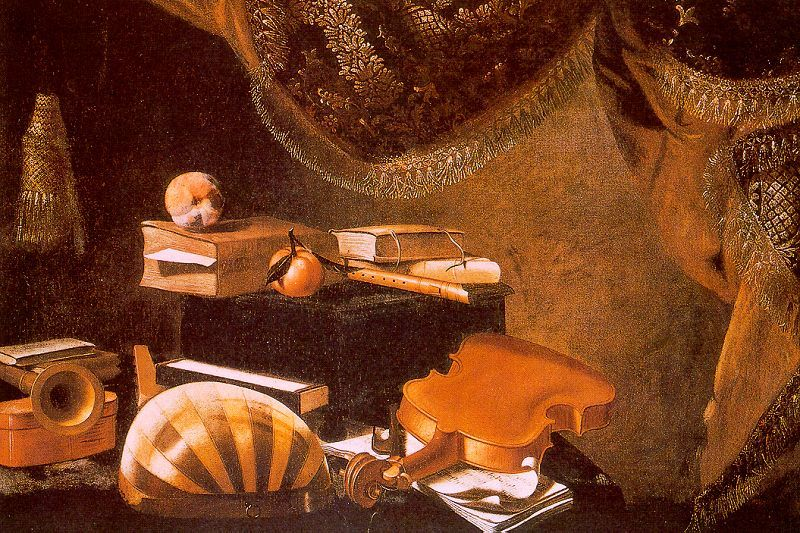
Худ. Е.Баскеніс. Натюрморт «Музичні інструменти», Брера, Мілан.

Аби прояснити ситуацію з художником та привабити увагу до вивчення його спадку, проведено дві великі виставки творів майстра — в Академії Каррара та в Метрополітен-музеї.